# Косован Танасій Васильович
Тана́сій Васильович Косова́н (3 березня 1995, Банилів, Україна) — український футболіст, півзахисник італійської «Казертани».

## Життєпис
Танасій Косован народився у селі Банилів, що у Чернівецькій області. В трирічному віці разом з сім'єю переїхав до Італії, де й почав займатися футболом спочатку у невеличкій аматорській команді, а згодом — у футбольній школі «Віченци». Першим тренером хлопця був Паоло Бірра. Пройшовши усі рівні академії, 21 вересня 2013 року дебютував у складі першої команди в поєдинку Серії С проти «Венеції». Професійну кар'єру розпочинав на позиції нападника, однак згодом був переведений до півзахисту.
У серпні 2014 року перейшов до лав «Варезе», однак там виступав лише за молодіжну команду і вже у січні наступного року знову змінив прописку, приставши на пропозицію «Лупа Кастеллі Романі», що згодом змінив назву на «Расінг Рома». За підсумками сезону команда посіла останнє місце у своїй підгрупі. Наступний сезон Косован провів у любительському клубі Серії D «Джела».
Наприкінці серпня 2017 року півзахисник уклав угоду з київським «Арсеналом».

## Цікаві факти
- Танасій Косован навчався грі на укулеле, за яким проводив багато часу на тренувальній базі «Лупа Кастеллі Романі»[3].